# 普拉法恩

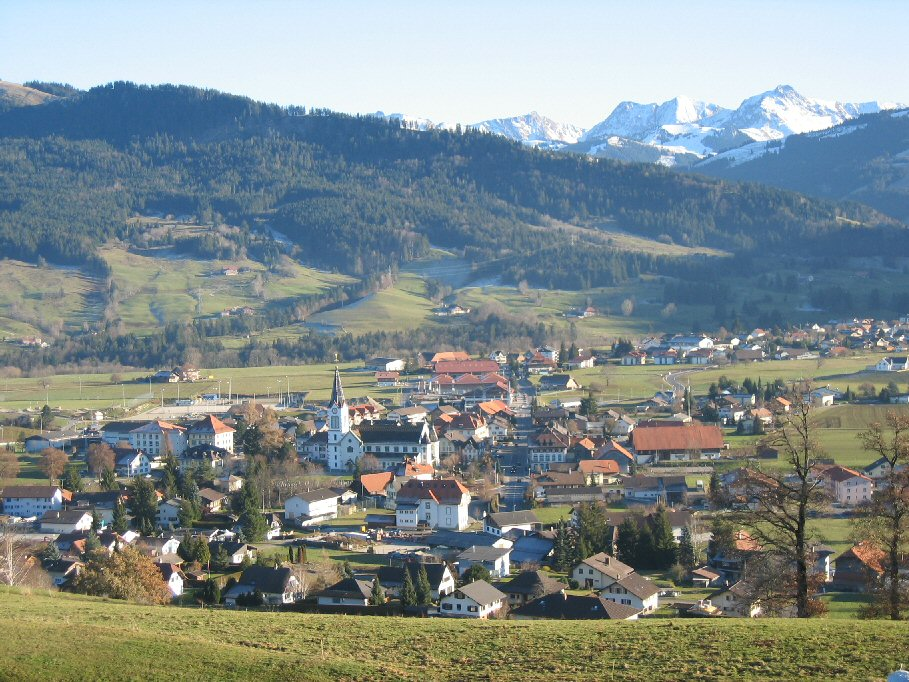

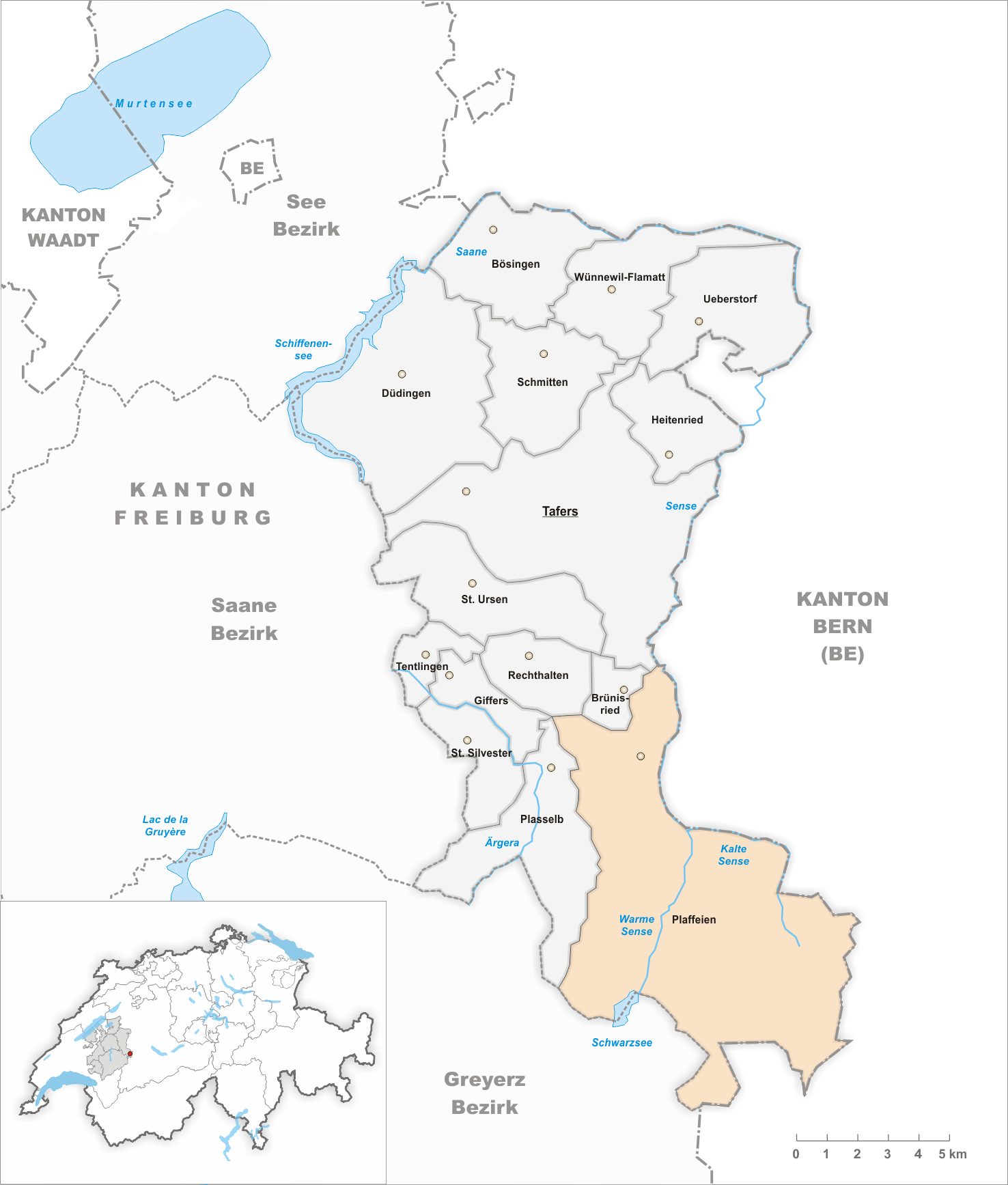

普拉法恩是瑞士的城鎮，位於該國西部，由弗里堡州負責管轄，面積66.53平方公里，海拔高度856米，2018年人口3,594，八成人口信奉羅馬天主教，人口密度每平方公里54人。

## 外部連結
- Official website （页面存档备份，存于） （德文）